# Jared Allen
Jared Scot Allen (* 3. April 1982 in Dallas, Texas) ist ein ehemaliger US-amerikanischer American-Football-Spieler auf der Position des Defensive Ends und heutiger Curler. Er spielte College Football für Idaho State, bevor er 2004 von den Kansas City Chiefs gedraftet wurde. Bis 2015 spielte er noch für die Minnesota Vikings, Chicago Bears und Carolina Panthers in der National Football League (NFL). In seiner zwölfjährigen Profikarriere nahm er an einem Super Bowl teil, wurde fünfmal in den Pro Bowl gewählt und sammelte 136 Sacks.

## Karriere

### College
Allen kann auf eine erfolgreiche Karriere im College Football zurückblicken. Während seiner Zeit bei den Bengals, wie das Footballteam der Idaho State University genannt wird, gelangen ihm 250 Tackles, 38,5 Sacks dreizehn erzwungene sowie sieben eroberte Fumbles und drei Touchdowns. In seinem letzten Jahr erhielt er den Buck Buchanan Award, einen Preis für den besten Defense-Spieler.

### NFL

#### Kansas City Chiefs
Die Kansas City Chiefs wählten Allen im NFL Draft 2004 in der vierten Runde als 126 Spieler aus. Die Chiefs zeigten zu dieser Zeit eher schwache Defensiv-Leistungen und so konnte Allen sich schnell seinen Platz in der Startaufstellung erobern. Ihm gelangen neun Sacks in seiner Rookie-Saison. Er absolvierte 15 von insgesamt 16 Spielen, zehn davon in der Startaufstellung. Er unterschrieb 2007 einen Einjahresvertrag bei den Kansas City Chiefs. In derselben Saison gelang ihm mit 15,5 Sacks eine persönliche Bestleistung. Er absolvierte 14 Spiele, alle von Beginn an. Zum ersten Mal in seiner Karriere nahm er außerdem am Pro Bowl teil.

#### Minnesota Vikings
Im April 2008 verpflichteten die Minnesota Vikings Jared Allen im Austausch einiger Draft-Rechte. Der unterschriebene Sechs-Jahres-Vertrag stellte zu dieser Zeit den höchstdotierten Vertrag für einen Defensiv-Spieler in der Geschichte der NFL dar. In seiner ersten Saison bei den Vikings hatte er mit leichten Verletzungen zu kämpfen, absolvierte dennoch alle Spiele und kam auf 14,5 Sacks sowie drei erzwungene Fumbles. In der Saison 2009 gelangen ihm gegen die Green Bay Packers 4,5 Sacks in einem Spiel. Eine Woche darauf erzielte er nach einem eroberten Fumble aus 52 Yards seinen ersten Touchdown in der NFL. Bei den Vikings entwickelte er sich zum Leistungsträger und verpasste in sechs Spielzeiten keine einzige Partie.

#### Chicago Bears
Im März 2014 gaben die Chicago Bears bekannt, dass Allen einen Vertrag für vier Jahre (32,5 Millionen; 15 Millionen garantiert) unterschrieben hat.

#### Carolina Panthers
Am 28. September 2015 wechselte Allen zu den Carolina Panthers im Tausch gegen einen Pick in der sechsten Runde im NFL Draft 2016. Ein Trade der Panthers wurde auf dieser Position notwendig, da ihr bester Passrusher Charles Johnson sich am 3. Spieltag gegen die New Orleans Saints eine Zerrung zuzog und somit ausfiel. Mit den Panthers gelang ihm der Einzug in Super Bowl 50, wo sie allerdings den Denver Broncos 10:24 unterlagen.
Am 18. Februar 2016 gab Jared Allen über Twitter sein Karriereende bekannt.

## Statistiken
| 2004            | Kansas City Chiefs | 15  | 10  | 31  | 29  | 2   | 9,0   | - | -  | - | -   | 0  | 0  | 0  | 0  | 0 |
| 2005            | Kansas City Chiefs | 16  | 15  | 55  | 48  | 7   | 11,0  | - | -  | - | -   | 5  | 7  | 2  | 0  | 0 |
| 2006            | Kansas City Chiefs | 16  | 16  | 77  | 65  | 12  | 7,5   | 1 | 3  | 0 | 3   | 10 | 3  | 6  | 24 | 0 |
| 2007            | Kansas City Chiefs | 14  | 14  | 64  | 55  | 9   | 15,5  | - | -  | - | -   | 10 | 3  | 0  | 0  | 0 |
| 2008            | Minnesota Vikings  | 16  | 16  | 54  | 41  | 13  | 14,5  | - | -  | - | -   | 3  | 3  | 0  | 0  | 0 |
| 2009            | Minnesota Vikings  | 16  | 16  | 51  | 43  | 8   | 14,5  | 1 | −4 | 0 | −4  | 4  | 5  | 3  | 54 | 1 |
| 2010            | Minnesota Vikings  | 16  | 16  | 60  | 45  | 15  | 11,0  | 2 | 40 | 1 | 36T | 6  | 1  | 1  | 0  | 0 |
| 2011            | Minnesota Vikings  | 16  | 16  | 66  | 48  | 18  | 22,0  | 1 | 14 | 0 | 14  | 3  | 4  | 4  | 6  | 0 |
| 2012            | Minnesota Vikings  | 16  | 16  | 45  | 35  | 10  | 12,0  | - | -  | - | -   | 3  | 1  | 1  | 0  | 0 |
| 2013            | Minnesota Vikings  | 16  | 16  | 52  | 33  | 19  | 11,5  | - | -  | - | -   | 6  | 2  | 0  | 0  | 0 |
| 2014            | Chicago Bears      | 15  | 15  | 56  | 37  | 19  | 5,5   | - | -  | - | -   | 4  | 2  | 2  | 0  | 0 |
| 2015            | Chicago Bears      | 3   | 3   | 5   | 4   | 1   | 0,0   | 1 | 2  | 0 | 2   | 1  | 0  | 0  | 0  | 0 |
| 2015            | Carolina Panthers  | 12  | 12  | 27  | 15  | 12  | 2,0   | - | -  | - | -   | 2  | 0  | 0  | 0  | 0 |
| Career          | Total              | 187 | 181 | 643 | 498 | 145 | 136,0 | 6 | 55 | 1 | 36  | 57 | 31 | 19 | 84 | 1 |
| Source: NFL.com |                    |     |     |     |     |     |       |   |    |   |     |    |    |    |    |   |

## Curling
Im März 2018 gründete Allen, zusammen mit dem ehemaligen National Football League Quarterback Marc Bulger, dem Linebacker Keith Bulluck und Offensive Tackle Michael Roos ein All-Pro Curling Team, mit dem er im Januar 2019 an den USA Curling Men’s Challenge in Blaine in Minnesota, teilnehmen werden. Sein Curling Verein ist der Curl Mesabi Club in Eveleth, Minnesota.